# Choukri Abahnini
Choukri Abahnini, né en 1960, est un athlète tunisien, spécialiste du saut à la perche.

## Biographie
Il remporte à deux reprises le titre des championnats d'Afrique en 1985 et 1988, et s'adjuge par ailleurs la médaille d'or des Jeux africains de 1987.

### Palmarès
| Date | Compétition            | Lieu     | Résultat | Performance |
| ---- | ---------------------- | -------- | -------- | ----------- |
| 1984 | Championnats d'Afrique | Rabat    | 3e       | 4,40 m      |
| 1985 | Championnats d'Afrique | Le Caire | 1er      | 4,60 m      |
| 1987 | Jeux africains         | Nairobi  | 1er      | 4,85 m      |
| 1988 | Championnats d'Afrique | Durban   | 1er      | 4,90 m      |

### Records
| Épreuve          | Performance | Lieu | Date         |
| ---------------- | ----------- | ---- | ------------ |
| Saut à la perche | 4,92 m      |      | 28 juin 1989 |